# José Luis Murature
José Luis Murature (Buenos Aires, 1876 - 1929) fue un abogado, periodista, docente y político argentino, que ejerció el cargo de ministro de Relaciones Exteriores de su país durante la segunda década del siglo XX.

## Biografía
Era nieto del capitán José Murature, un italiano que se distinguió en la Guerra del Brasil y en la Guerra de la Triple Alianza. Se doctoró en derecho en 1898.
Desde muy joven escribió artículos para el diario La Nación, del que después de su paso por el ministerio llegaría a ser editor gerente. Durante muchos años fue profesor del Colegio Militar de la Nación. Se incorporó a la masonería.
Integró, en 1912, la lista de candidatos a diputados que proponía la Unión Cívica (partido dirigido por Guillermo Udaondo que era el sucesor de la Unión Cívica Nacional y representaba al mitrismo) para la Capital Federal junto a nombres tales como Luis María Drago, Honorio Pueyrredón y Octavio Sergio Pico aunque no logró ingresar al Congreso, siendo Drago el único representante de la Unión Cívica por la Capital Federal que pudo ingresar. 
Ejerció algunas misiones diplomáticas. Al confirmarse la licencia del presidente Roque Sáenz Peña — que se prolongaría hasta su fallecimiento — el vicepresidente Victorino de la Plaza lo nombró Ministro de Relaciones Exteriores. Durante su mandato estalló la Primera Guerra Mundial. Frente a las presiones internacionales para que el país ingresara en ella, De la Plaza y Murature coincidieron en mantener una posición inalterable de neutralidad. Entre los conflictos que debió soportar el país llamaron la atención el hundimiento de algunos buques mercantes argentinos por la escuadra alemana y la captura de otro, el presidente Mitre por parte de la escuadra británica. No obstante, la neutralidad se mantuvo sin cambio alguno.
Aprovechando la solución definitiva de casi todos los conflictos con los países vecinos, especialmente con Brasil y Chile, Murature fue el gestor de un Pacto de No Agresión, Consulta y Arbitraje entre los tres países, más conocido — por las letras iniciales de los países firmante — como Pacto ABC. Las intenciones que lo guiaban eran sostener las relaciones pacíficas en un momento crítico de las relaciones mundiales y debilitar las presiones que sobre los tres países y sobre el resto de América Latina estaba ejerciendo la diplomacia de los Estados Unidos. El tratado fue ratificado en Brasil, y en la Argentina solo lo ratificó el Senado, aunque los tres países mantuvieron desde entonces rondas periódicas de consultas mutuas.
Durante las presidencia de Hipólito Yrigoyen y Marcelo Torcuato de Alvear, Murature se dedicó a la docencia universitaria y el periodismo. Se destacó como un opositor tenaz, y en 1928 se incorporó a la Academia Nacional de Derecho y Ciencias Sociales. Falleció al año siguiente.